# 쉐보레 콜벳 C7
쉐보레 콜벳 C7(영어: Chevrolet Corvette C7)은 2014년부터 2019년까지 미국의 자동차 제조사 쉐보레에서 제조한 쉐보레 콜벳 스포츠카의 7세대 모델이다. 최초의 C7 콜벳은 2013년 3분기에 인도되었다. 레이싱 모델로는 GTLM 르망 24시에서 우승한 C7.R이 있다.

## 개발 및 소개

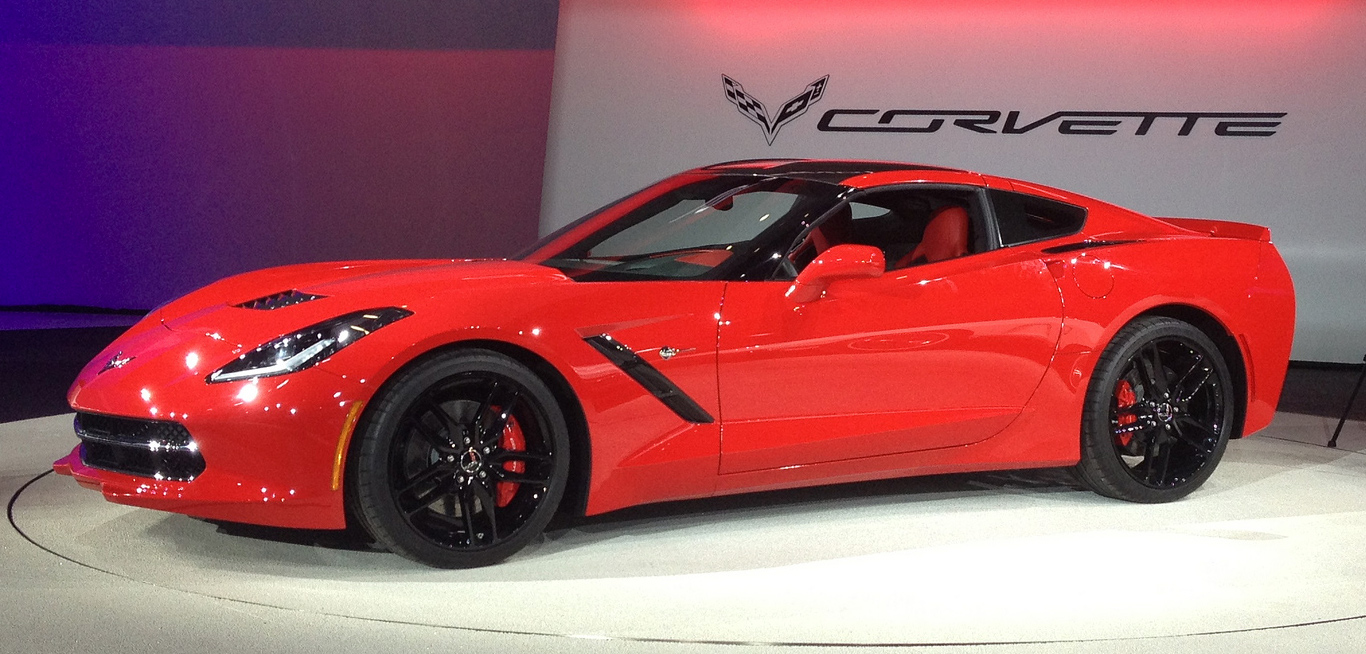
쉐보레 콜벳 C7 스팅레이

GM 경영진은 2007년에 차세대 (C7) 콜벳 스포츠카를 계획하기 시작했다. 이 차량은 원래 2011년 모델을 목표로 했으나 지연되었다. 미드 엔진 및 리어엔진 레이아웃이 고려되었지만, 비용 절감을 위해 프론트 미드십 엔진, 후륜구동 플랫폼이 선택되었다.
C7 콜벳의 수석 외부 디자이너는 이화섭이었고, 그의 팀은 2010년부터 2011년 사이에 디자인을 완성했다. C7의 디자인 디렉터는 커크 베니언이었고, 2011년에 부서 디자인 디렉터인 톰 피터스에 의해 디자인이 승인되었다.
2014년형 콜벳은 2013년 1월 13일 일요일 디트로이트에서 열린 북미 국제 오토쇼에서 공개되었다. 쉐보레는 또한 콜벳의 새로운 십자 깃발 로고를 선보였다.

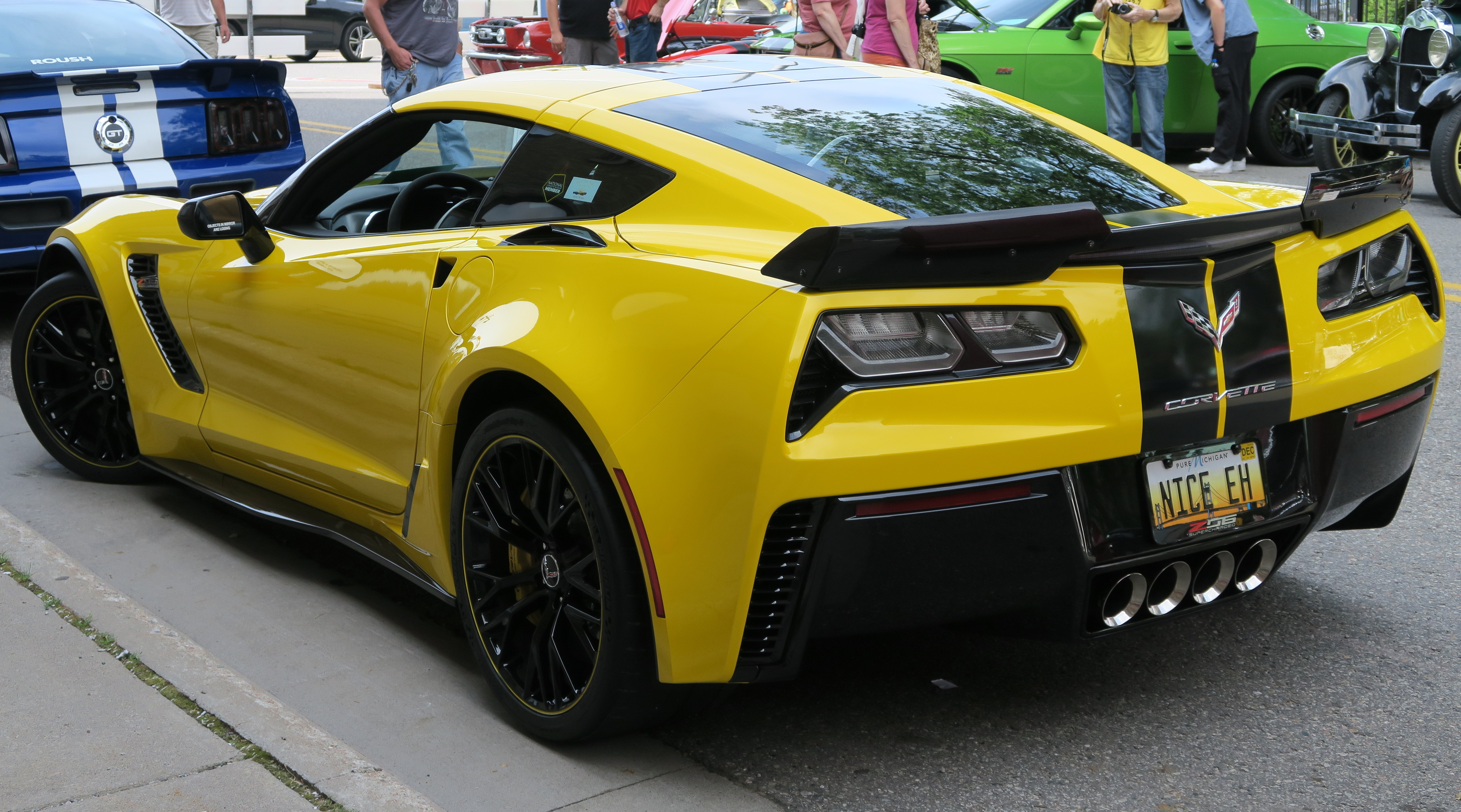
2015년형 콜벳 Z06 (C7)

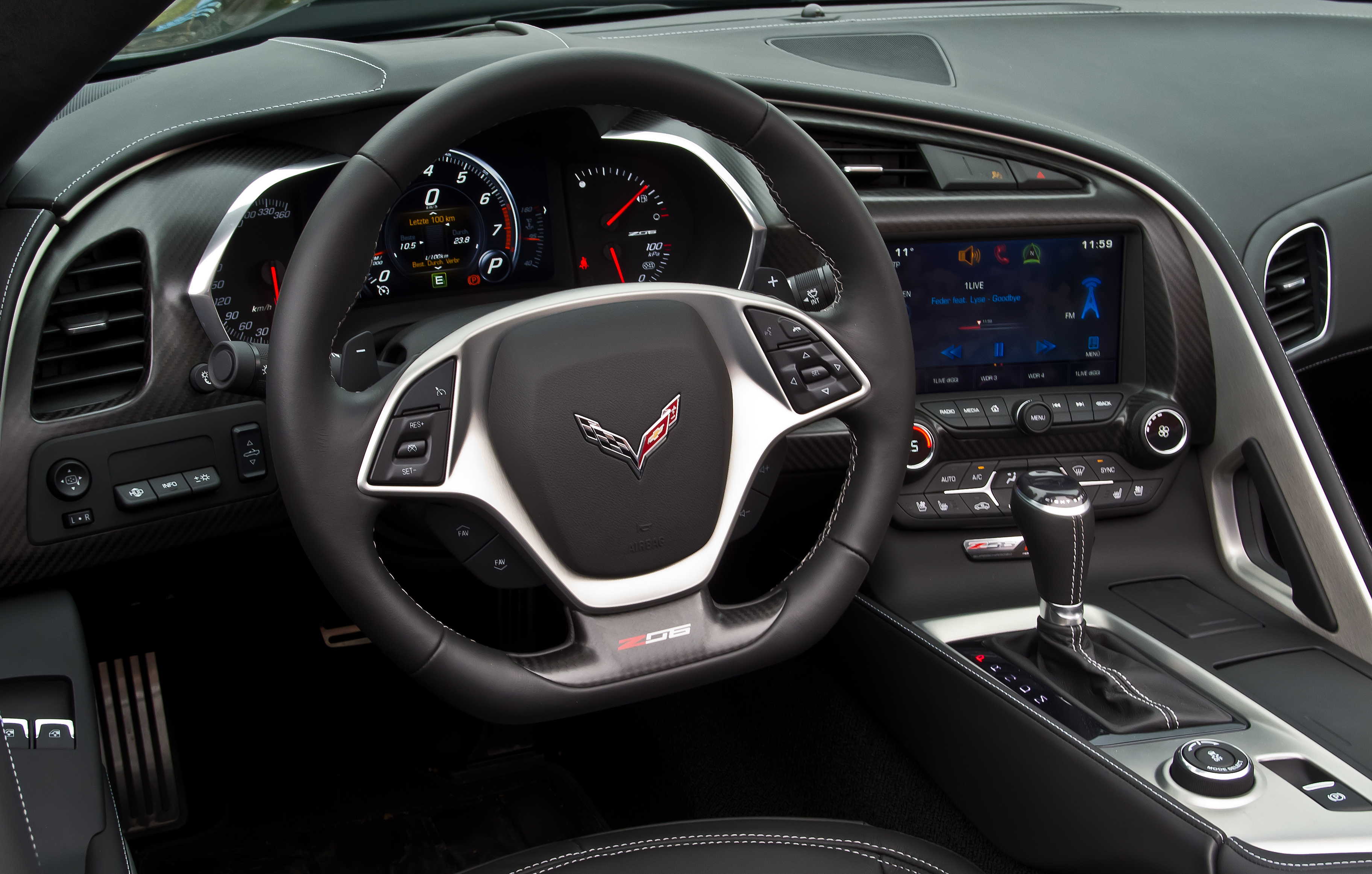
쉐보레 콜벳 C7 Z06 내부

전반적으로 C7은 상징적인 테마에 진화적인 재설계를 제공하려고 시도했지만, 자동차 디자이너들은 공격적인 각진 요소를 통합했다. C7은 자동차의 더 스타일리시한 요소들에 대해 비판을 받았다. "후면에는 C7의 가장 논쟁적인 스타일링 요소가 확실히 포함될 것이다. 현재 카마로에서 볼 수 있는 공격적인 사다리꼴 후미등과 후면 발란스의 중앙에 깔끔하게 줄지어 있는 쿼드 배럴 배기구를 포함하여 온통 주름과 통풍구로 되어 있다"고 에드먼즈의 제이슨 카바나그는 썼다. 기능적인 공기역학 보조 장치는 C7의 모든 차체 패널에 부착되거나 절단되어 있으며, 종종 날카로운 주름과 대비된다. 이는 스포일러가 없고, 차체 패널 주름이 거의 없으며, 전면 브레이크 냉각을 위한 반기능적인 아가미만 있던 이전 세대의 콜벳과는 급진적인 변화이다. 또한, 과거 콜벳 모델들은 헤드램프의 크기를 최소화하거나 아예 숨기기도 했다. C7은 통합 LED 주간 주행등 (DRL)이 있는 복잡하게 스타일링된 헤드램프로 이러한 미니멀리스트 스타일링 언어를 뒤집는다.
C7의 완전히 새로운 LT1 6.2 L 스몰 블록 V-8 엔진은 460 마력 (340 kW) 및 465 파운드피트 (630 N·m)의 토크를 발생시킨다. 이는 Z51 퍼포먼스 패키지 또는 상위 모델인 그랜드 스포츠에 이미 포함된 퍼포먼스 배기 패키지와 함께 제공되지만, 독립형 퍼포먼스 배기 패키지가 기본 모델과 함께 제공되는 경우가 매우 흔하다. 퍼포먼스 배기 시스템이 없는 경우, 파워트레인은 455 마력 (339 kW) 및 460 파운드피트 (620 N·m)의 토크를 생산한다. 퍼포먼스 배기 시스템을 사용하면 8단 자동변속기와 결합했을 때 3.7초 만에 0에서 60 mph (97 km/h)까지 가속할 수 있다. C7의 서스펜션은 이전 모델과 유사하게 독립식 이중 위시본에 가로형 유리섬유 모노리프 스프링과 선택 사양인 자기유동 댐퍼로 구성된다.

## 2014년형 모델

### 생산
2014년형 콜벳 스팅레이 쿠페의 생산 및 고객 인도는 2013년 9월에 시작되었다. 켄터키주 볼링그린 (켄터키주)의 콜벳 조립 공장 투어는 2013년 10월에 시작되었다. 스팅레이 컨버터블의 생산은 2013년 말에 시작되었다. 2014년형 쉐보레 콜벳 스팅레이에 사용된 5세대 스몰 블록 엔진은 GM의 토나완다 엔진 공장에서 제작되었다.
최초 생산된 2014년형 쉐보레 콜벳 스팅레이 컨버터블은 2013년 배럿-잭슨 팜 비치 경매에서 헨드릭 모터스포츠 소유주인 릭 헨드릭에게 바바라 앤 카르마노스 암 연구소 자선 경매 로트에서 미화 1,000,000달러에 판매되었다.
최초의 2014년형 콜벳 스팅레이가 출시된 지 한 달 후, 485대가 인도되었다. 이 초기 주문 중 38%는 7단 수동변속기를 포함했고, 75%는 Z51 퍼포먼스 패키지를 포함했다 (54%는 마그네틱 라이드 서스펜션 시스템도 선택했다).

### 장비
2014년형 콜벳은 탄소 섬유 후드와 탈착식 루프 패널이 특징이다. 펜더, 도어, 후면 쿼터 패널은 유리섬유 복합재로 남아있다. C7은 미국 항공 우주국에서 개발한 소재인 에어로젤을 사용하여 변속기 터널의 열이 실내로 전달되는 것을 방지한다. 차체 하부 패널은 "카본 나노" 복합재로 만들어졌다. 섀시는 하이드로폼드 알루미늄으로 만들어졌다. 후면 테일 라이트는 간접 LED 기술을 사용한다.
알루미늄 및 기타 경량 소재의 사용이 증가했음에도 불구하고, 차량의 전체 무게는 이전 세대(C6)와 동일하게 유지된다. C7 콜벳은 트레멕이 제조한 7단 수동변속기를 제공하며, 액티브 레브 매칭 기능을 구현한다. 콜벳은 또한 날씨, 에코, 투어, 스포츠, 트랙 모드의 다섯 가지 설정이 있는 운전자 모드 선택기를 제공한다. 후드 및 측면 통풍구와 흡입구는 냉각 및 공기역학적 안정성에 기여한다. 내부는 운전자가 여러 모드 중에서 선택할 수 있는 운전자 디스플레이를 특징으로 하며, 대화형 성능 타이머부터 타이어 트레드 온도 디스플레이에 이르기까지 최대 69가지의 정보를 제공한다. 두 가지 시트 옵션이 제공된다: 일상적인 사용을 위한 투어링 시트와 레이싱 하네스를 위한 통과형 트랙 주행용 컴페티션 스포츠 시트.
2014년형 콜벳 LT1 엔진은 5세대 스몰 블록 엔진 계열의 첫 번째로, 오버헤드 밸브 설계에 작용하는 푸시로드 방식을 유지한다. 이 엔진은 직접 연료 분사, 액티브 연료 관리(실린더 비활성화), 그리고 연속 가변 밸브 타이밍을 구현한다.

### 모델 및 스페셜 에디션

#### 콜벳 스팅레이 쿠페

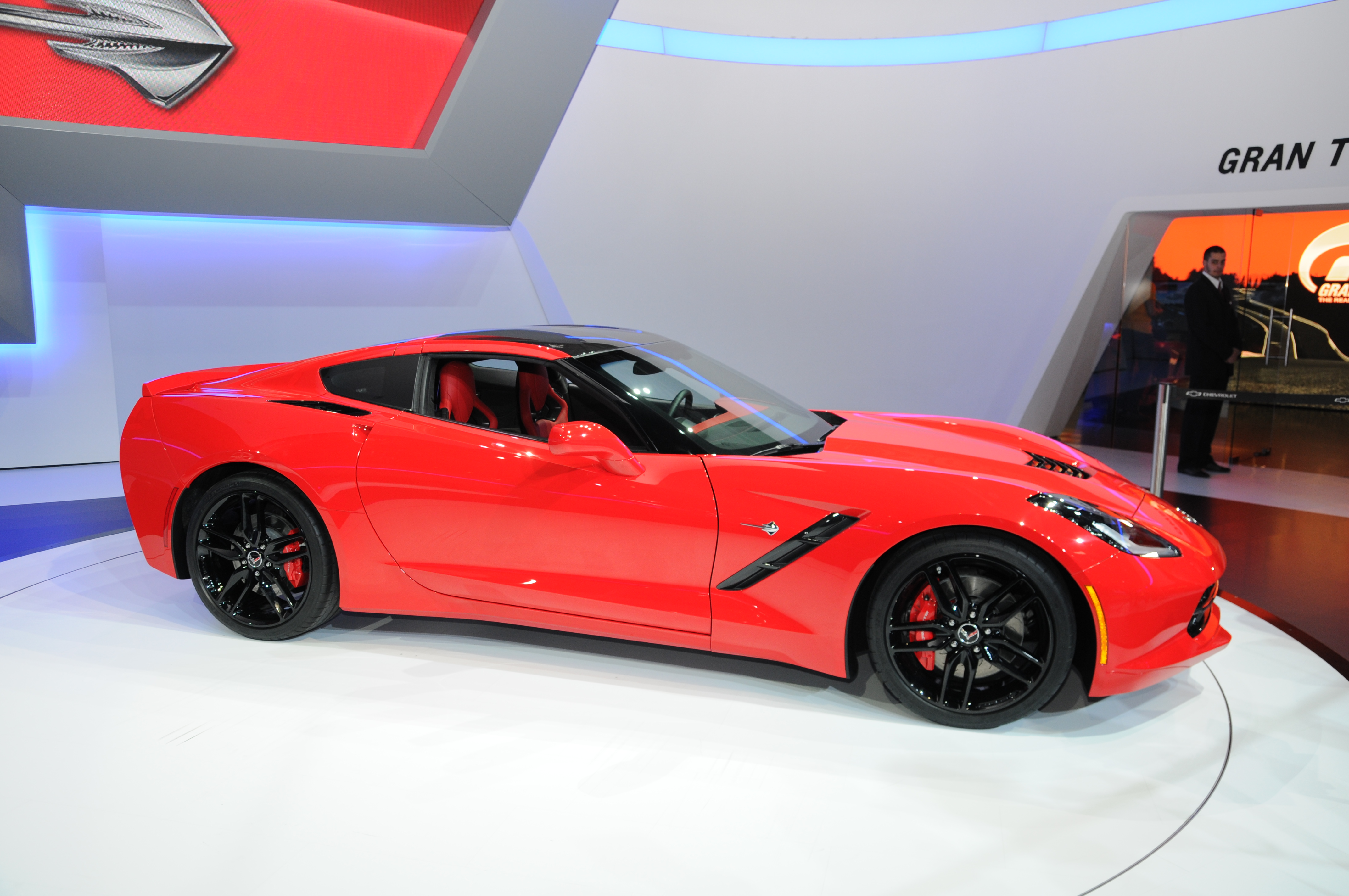
2013년 제네바 모터쇼의 C7 콜벳 쿠페

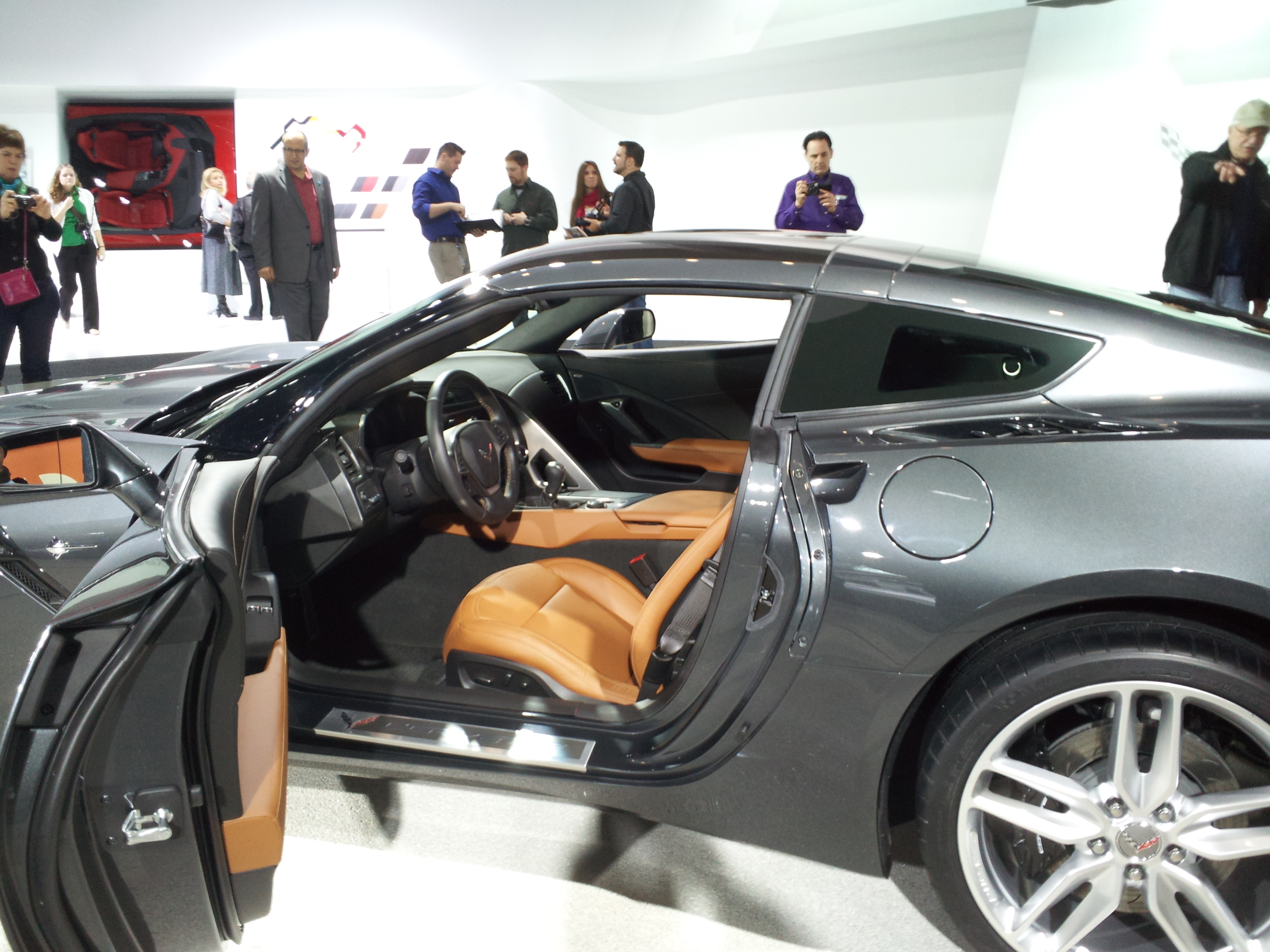
2013년 북미 국제 오토쇼의 C7 콜벳, 사이버 그레이 쿠페에 칼라하리 색상 내부

콜벳 스팅레이 쿠페는 2013년 3분기에 2014년형 차량으로 미국에서 판매되기 시작했다. 2014년형 콜벳은 다운시프트 및 업시프트 모두에 레브 매칭 기능이 있는 트레멕 TR-6070 7단 수동변속기 또는 액티브 연료 관리에 최적화된 하이드라마틱 6L80 6단 패들 시프트 자동변속기를 장착했다.
일본에서는 콜벳 스팅레이 쿠페와 Z51 버전의 판매가 2014년 4월에 시작되었다.
최고급 3LT 인테리어 패키지에는 보스 10 스피커 오디오 시스템, HD 리시버가 장착된 시리우스XM 라디오, 컬러 헤드업 디스플레이, 퍼포먼스 데이터 레코더, 메모리 패키지, 내비게이션 시스템, 전동 요추 및 지지대 조절 기능이 있는 열선 및 통풍 시트, 프리미엄 나파 가죽 시트 표면, 그리고 가죽으로 감싼 대시보드, 계기판, 콘솔, 도어 패널이 포함된다.

#### 콜벳 스팅레이 컨버터블

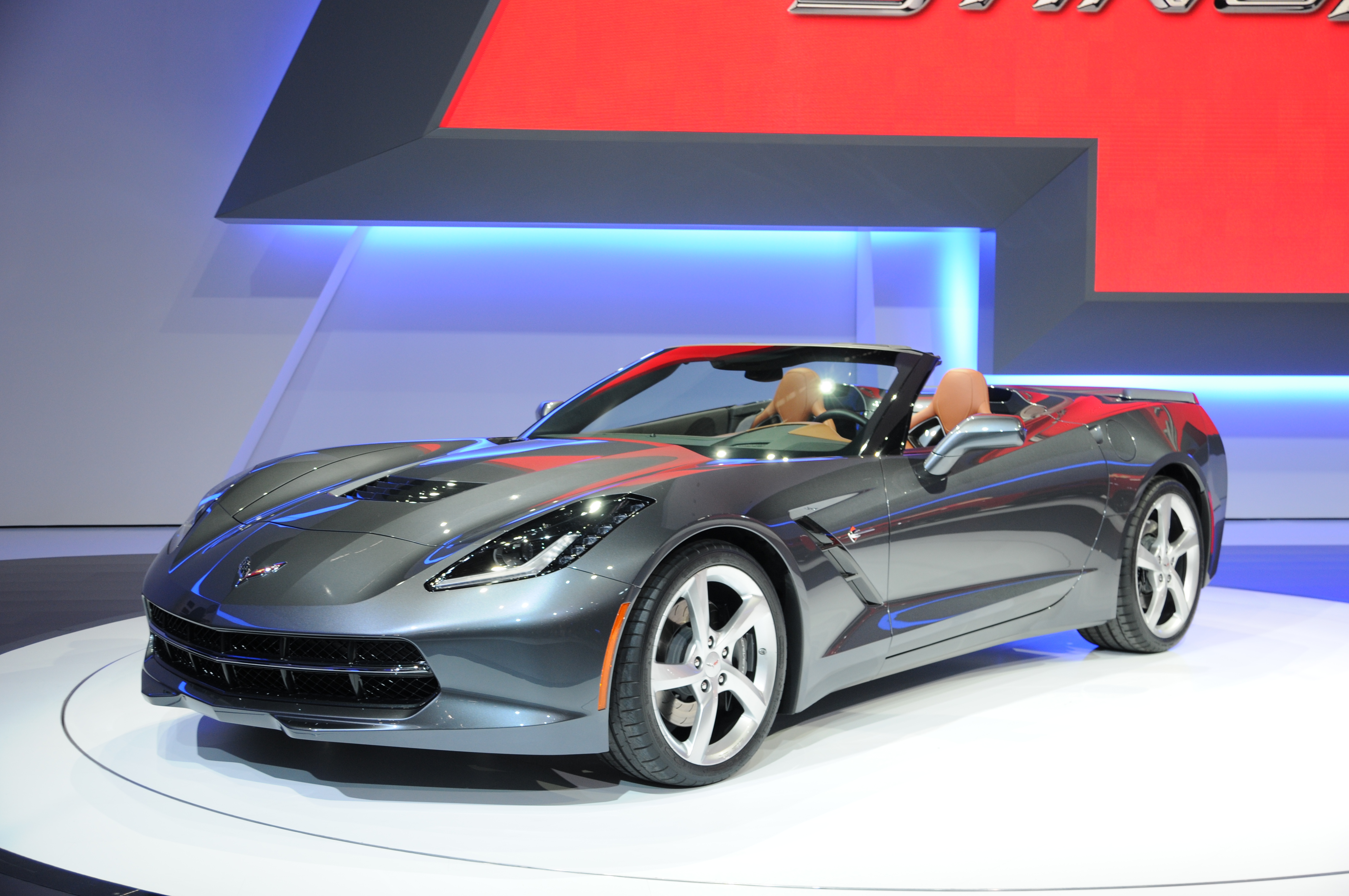
2013년 제네바 모터쇼의 C7 콜벳 컨버터블

2014년형 스팅레이 컨버터블은 전동식 패브릭 루프를 갖춘 2014년형 콜벳 스팅레이의 버전이다. 루프는 최대 30 mph (50 km/h)의 속도로 열 수 있다. 컨버터블은 2013년 제네바 모터쇼에서 공개되었다. 일본 버전은 2014년 5월에 판매가 시작되었다.

#### Z51 퍼포먼스 패키지
Z51 퍼포먼스 패키지에는 건식 섬프 윤활, 특정 클로즈 레이시오 기어링, 변속기 냉각 시스템, 19인치 전면 및 20인치 후면 알루미늄 합금 휠 및 듀얼 컴파운드 미쉐린 타이어(기본 스팅레이보다 타이어 직경 1인치 증가), 더 큰 슬롯 로터 및 브레이크 냉각 덕트, 전자식 리미티드 슬립 디퍼렌셜 및 디퍼렌셜 냉각 시스템, 독특한 섀시 튜닝, 선택 사양인 퍼포먼스 트랙션 관리가 포함된 마그네틱 라이드 컨트롤 액티브 핸들링 시스템이 포함된다. Z51 스팅레이는 또한 브렘보 브레이크가 장착되어 있어 기본 모델보다 제동 성능이 크게 향상된다. Z51 퍼포먼스 패키지에 포함된 퍼포먼스 배기 패키지는 LT1 엔진에 460마력과 465파운드-피트의 토크를 제공한다. 차량의 무게 중심 높이는 17+1⁄2인치이다. 로터스 엘리스보다 낮다.

#### 2013 SEMA 콘셉트
세 가지 콜벳 스팅레이 콘셉트가 2013 SEMA 쇼에서 전시되었다.
콜벳 스팅레이 그란 투리스모 콘셉트는 그란 투리스모 6 비디오 게임을 홍보하기 위해 제작되었으며, 플레이 가능한 차량 중 하나였다. 이 차량은 맞춤형 파란색 페인트, 노란색 틴티드 헤드램프, 탄소 섬유 리어 스포일러, 지상 효과 키트, 전면 스플리터, 맞춤형 전면 그릴, 전면 펜더, 후면 쿼터 벤트가 특징이다.
콜벳 스팅레이 컨버터블 아틀란틱 콘셉트는 블레이드 실버 차체 색상, 카본 플래시 메탈릭 전면 스플리터, 로커 익스텐션 및 후면 하부 디퓨저, 퓨전 그레이 헤드램프 하우징 및 후드 악센트, 인조 스웨이드로 감싼 실내 패키지, 크롬 5 스포크 휠, 몰딩된 스플래시 가드, 시트 뒤에 장착된 윈드스크린을 가졌다. 콜벳 스팅레이 쿠페 퍼시픽 콘셉트는 토치 레드 차체 색상, Z51 퍼포먼스 패키지, 탄소 섬유 후드, 트림 키트 및 탈착식 루프 패널, 검은색 전면 스플리터 및 로커 익스텐션, Z51 후면 스포일러, 카본 플래시 그래픽 패키지, 빨간색 악센트 스트라이프가 있는 새틴 블랙 알루미늄 휠을 가졌다.

#### 프리미어 에디션
2014년형 콜벳 스팅레이 프리미어 에디션은 쿠페와 컨버터블의 출시를 기념했다. 2013년에 데뷔한 쿠페 버전은 라구나 블루 틴트코트 색상으로 500대 한정 생산되었다. 2014년 초에 데뷔한 컨버터블은 라임 록 그린 색상으로 550대 한정 생산되었다. 두 버전 모두 브라운스톤 인조 스웨이드 실내, 탄소 섬유 실내 및 루프, Z51 퍼포먼스 패키지, 마그네틱 셀렉티브 라이드 컨트롤, "스팅어" 후드 스트라이프, 툴레의 맞춤형 수하물, 독점 대시 플라크를 특징으로 했다.

## 2015년형 모델

### 생산
2015년에는 8L90 8단 자동변속기가 모든 콜벳 모델에 옵션으로 제공되었다. 8L90은 GM의 오하이오주 톨레도 변속기 시설에서 제작되었다.

### 장비
2015년형 모델의 주요 변경 사항은 Z06의 재도입 외에도 8L90 자동 변속기(6L80 변속기 대체) 도입과 Z51 차량에 듀얼 모드 배기가 기본으로 장착된 것으로 제한되었다.

#### 퍼포먼스 데이터 레코더
퍼포먼스 데이터 레코더 (PDR)는 콜벳 운전자가 운전 중 성능 데이터를 기록하고 결과를 검토할 수 있는 선택 사양 시스템이다.
윈드실드 헤더 트림 내부에 장착된 720p 고화질 카메라는 윈드실드를 통해 운전자의 시점을 기록하며, 전용 마이크를 통해 실내 음성이 녹음된다. 이 시스템은 내비게이션 시스템의 GPS 수신기보다 더 정밀한 전용 GPS 수신기를 사용한다. 레코더는 엔진 속도, 변속기 기어 선택부터 제동력 및 스티어링 휠 각도에 이르는 차량 정보에 접근할 수 있다. 비디오 및 차량 데이터 기록 및 전송을 위해 전용 SD 카드를 사용한다.
PDR 시스템은 세 가지 데이터 오버레이 옵션으로 비디오를 실시간 렌더링하여 기록할 수 있다. "트랙 모드"는 속도, rpm, G-포스, 위치 기반 지도 및 랩 타임을 포함하여 화면에 가장 많은 데이터를 보여준다. "스포츠 모드"는 세부 정보가 적지만 속도 및 G-포스를 포함한 주요 데이터를 보여준다. "투어링 모드"는 데이터를 보여주지 않는다. 단지 드라이브의 비디오 및 오디오를 기록하고 표시한다. 또한 "퍼포먼스 모드"는 0~60 mph (97 km/h) 가속, 1/4마일 속도 및 경과 시간, 0–100–0 mph (0–161–0 km/h) 주행과 같은 성능 지표를 기록한다.
PDR 차량 데이터는 포함된 "Cosworth Toolbox" 소프트웨어에서 볼 수 있다. 이 애플리케이션은 기록된 랩을 트랙의 위성 지도 위에 오버레이하고, 차량 속도, 시간, 코너링 힘을 랩별로 비교할 수 있게 한다. 비디오는 콜벳 스팅레이의 8인치 컬러 터치스크린(차량이 주차된 경우)에서 보거나, 컴퓨터로 전송하여 소셜 미디어에서 편집 및 공유할 수 있다.

### 모델 및 스페셜 에디션

#### Z06

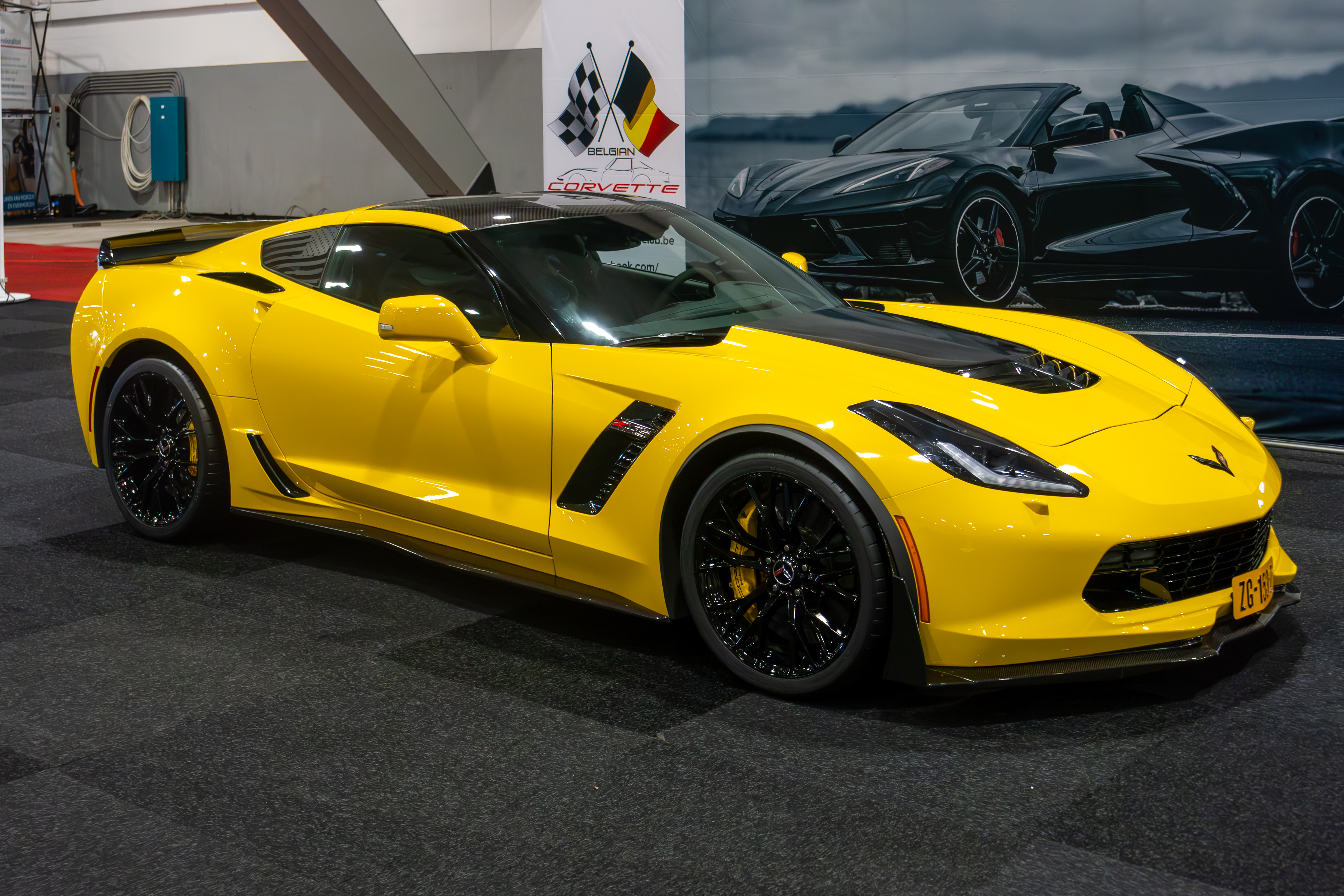
콜벳 Z06

2015년형 모델의 경우, 콜벳의 고성능 버전인 Z06이 북미 국제 오토쇼에서 공개되었다. Z06은 로토캐스트 A356T6 알루미늄 실린더 헤드와 1.7리터 이튼 코퍼레이션 R1740 TVS 슈퍼차저를 장착한 6.2 L (376 cu in) 슈퍼차저 및 인터쿨러 LT4 V8 엔진을 탑재하여 6,400rpm에서 650 hp (659 PS; 485 kW), 3,600rpm에서 650 lb·ft (881 N·m)의 토크를 생성하며, 최고 속도 185 mph (298 km/h)에 도달한다. Z06은 레브 매칭 기술이 적용된 트레멕 7단 수동변속기 또는 패들 시프터가 장착된 하이드라마틱 8L90 8단 자동변속기와 함께 제공된다.
Z06의 차체 변경 사항에는 탈착식 탄소 섬유 루프 패널, 전면 스플리터, 더 큰 통풍구가 있는 독특한 탄소 섬유 후드, 더 큰 전면 펜더 통풍구 및 후면 펜더의 흡기구 위 독특한 에어 블레이드, 더 큰 독특한 후면 스포일러, 그리고 스팅레이보다 더 큰 후면 페시아 개구부가 포함된다. 전면 페시아의 재설계된 메시 패턴은 슈퍼차저의 인터쿨러 열교환기로 최대 공기 흐름을 허용하며, 하단의 전용 브레이크 냉각 흡기구 및 더 넓은 그릴 배출구는 공기 디퓨저 역할을 한다. 19x10인치 전면 및 20x12인치 후면 스핀캐스트 알루미늄 휠에 미쉐린 파일럿 스포츠 P285/30ZR19 전면 및 335/25ZR20 후면 타이어가 장착된다.
Z06 내부에는 두 가지 마그네슘 프레임 시트(GT 시트 또는 더 공격적인 측면 지지대가 있는 컴페티션 스포츠 시트), 승객을 위한 센터 콘솔의 강철 강화 그랩 바, 콘솔 가장자리의 부드러운 터치 재료, 그리고 트림 레벨에 따라 나파 가죽, 알루미늄, 탄소 섬유 및 마이크로스웨이드로 완전히 감싸진 내부가 제공된다.
Z06의 기계적 특징에는 브렘보 브레이크(371x33mm 전면 및 365x25mm 후면 2피스 스틸 디스크 브레이크, 알루미늄 6피스톤 전면 및 4피스톤 후면 고정 캘리퍼), 독특하게 보정된 SLA형 전면 및 후면 서스펜션 설계, 자기 주행 제어 댐퍼, 전자식 차체 안정화 제어와 통합된 전자식 리미티드 슬립 디퍼렌셜(eLSD), 그리고 퍼포먼스 트랙션 관리 시스템이 포함된다.
Z06의 미국 모델은 2015년 1월에 미화 78,995달러(인플레이션 감안 시 $8.52만 in 2019)의 기본 가격으로 판매되었다. 쉐보레는 2015년 3월부터 미화 5,000달러(인플레이션 감안 시 $5,393.00 in 2019) 패키지의 일부로 켄터키주 볼링그린 (켄터키주) 조립 공장에서 Z06 구매자들에게 자신의 차량에 사용될 엔진을 직접 조립할 기회를 제공했다.

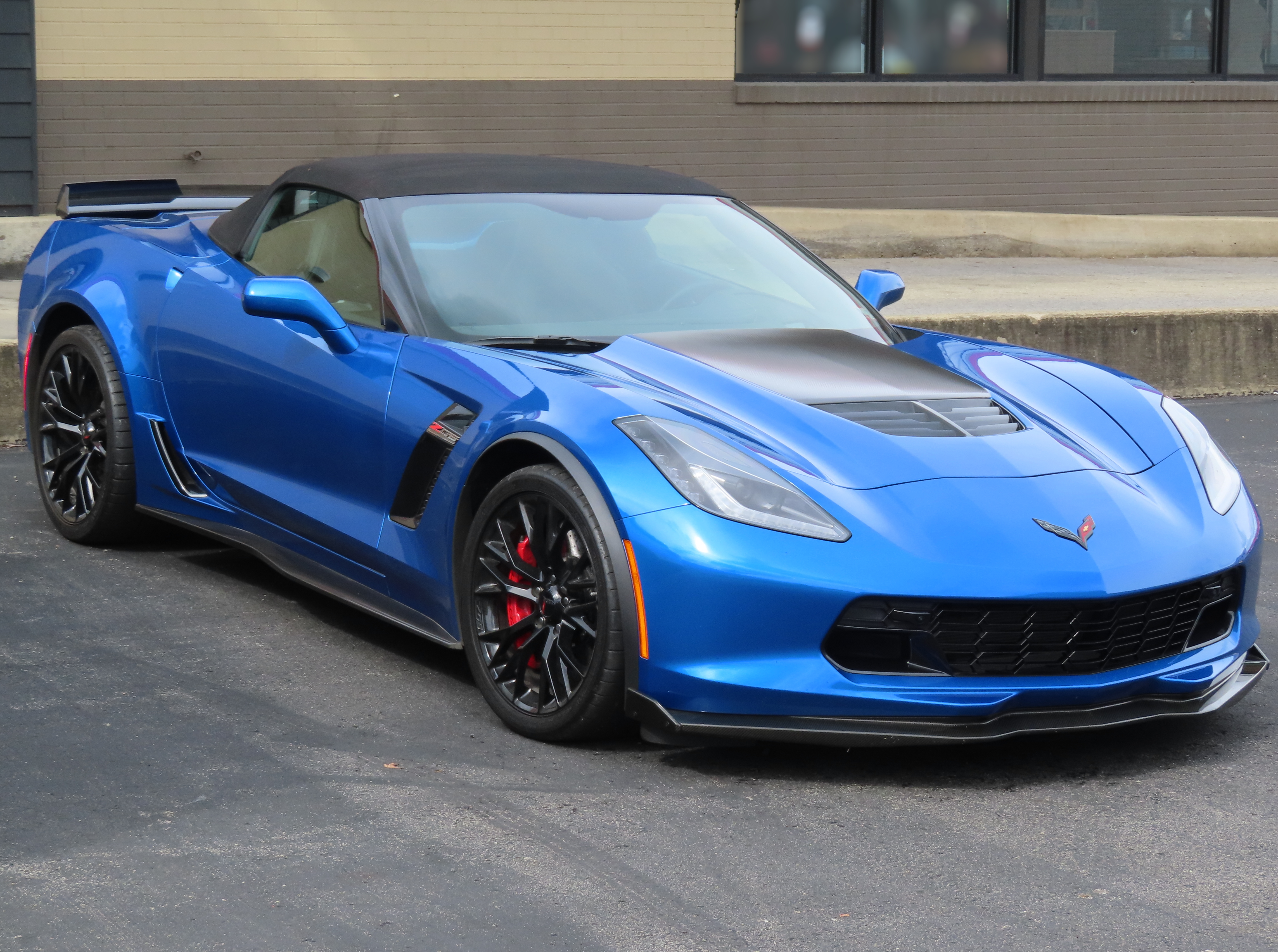
쉐보레 콜벳 Z06 컨버터블

콜벳 Z06 컨버터블은 주행 속도 50 km/h (31 mph)까지 작동할 수 있는 전동식 접이식 지붕과 재배치된 안전벨트 마운트가 포함된다.
이 차량은 콜벳 Z06 쿠페와 함께 2014년 뉴욕 국제 오토쇼에서 공개되었다.

#### Z07 퍼포먼스 패키지
Z07 퍼포먼스 패키지에는 미쉐린 파일럿 스포츠 컵 2 P285/30ZR19 전륜 및 335/25ZR20 후륜 타이어, 394x36mm 전륜 및 388x33mm 후륜 카본 세라믹-매트릭스 브레이크 디스크, 그리고 수정된 서스펜션 튜닝(RPO FE7)이 포함되어 있으며, 이는 전후 스프링 강성을 각각 62% 및 22% 높이고, 스태빌라이저 바 부싱 재료를 변경하며, 보다 공격적인 댐핑 튜닝 외에도 더 높은 “수동” 곡선을 위해 수정된 밸브를 가진 자기유동 쇼크를 장착한다.
선택 사양인 스테이지 2 탄소 섬유 에어로 패키지(검은색 또는 노출 탄소 섬유 마감)는 작은 윙렛이 있는 탄소 섬유 프론트 스플리터, 탄소 섬유 로커 패널, 더 큰 후면 스포일러를 추가하며, 스테이지 3는 더 큰 프론트 스플리터 윙렛과 투명하고 조절 가능한 위커빌(후면 스포일러 중앙의 작은 수직 부분으로, 다운포스를 크게 증가시킨다)로 이를 더욱 발전시킨다.

#### 아틀란틱/퍼시픽 디자인 패키지
2015년형 콜벳 스팅레이 애틀랜틱 디자인 패키지는 Z51이 장착된 콜벳 스팅레이 컨버터블 2LT 또는 3LT 트림을 기반으로 한다. 이 패키지에는 Z06 스타일 전면 스플리터, 샤크 그레이 외부 통풍구, 후드의 "스팅어" 그래픽 및 토노 커버 인서트, 크롬 휠, 스팅레이 로고, 맞춤형 수하물 가방이 포함된다.
2015년형 콜벳 스팅레이 퍼시픽 디자인 패키지는 Z51이 장착된 콜벳 스팅레이 쿠페 2LT 또는 3LT 트림을 기반으로 한다. 이 패키지에는 새틴 블랙 풀 길이 레이싱 스트라이프, 빨간색 스트라이프와 스팅레이 센터 캡이 있는 새틴 블랙 Z51 휠, 노출된 탄소 섬유 루프 패널과 함께 탄소 섬유 지면 효과 패키지, 카본 플래시 후면 스포일러, 빨간색 브레이크 캘리퍼, 컴페티션 스포츠 시트, 탄소 섬유 실내 트림, 그리고 실내 차량 덮개가 포함된다.

## 2016년형 모델

### 생산
중간 생산 변경으로 4가지 외장 색상이 단종되고, 2016년 생산 종료 시점에 새로운 색상인 어드미럴 블루가 추가되었다.

### 모델 및 스페셜 에디션
세 가지 "디자인 패키지"가 제공되었다: 트와일라잇 블루 디자인 패키지, 스파이스 레드 디자인 패키지, 젯 블랙 스웨이드 디자인 패키지. 이 패키지들은 3LT 및 3LZ 트림 모델에서 사용할 수 있었다. 트와일라잇 블루 및 스파이스 레드 패키지에는 풀 컬러 계기판, 도어 및 시트, 크롬 배지, 샤크 그레이 페인트 외부 통풍구가 포함되었다. 컨버터블 모델에는 패키지에 맞는 파란색, 빨간색 또는 검은색 지붕이 포함되었다. 이 패키지에는 특별한 알루미늄 휠이 포함되었으며, Z06의 트와일라잇 블루 및 스파이스 레드 패키지에는 펄 니켈로 도색된 19인치 전면 및 20인치 후면 휠이, 젯 블랙 패키지에는 새틴 블랙 휠이 포함되었다. 디자인 패키지는 흰색, 회색 및 은색 외부 색상과 함께 패키지에 맞는 색상(각각 나이트 레이스 블루, 롱 비치 레드, 블랙)으로 제공되었다.

#### Z06 C7.R 에디션 (ZCR)
3LZ 트림으로만 제공되는 Z06 C7.R 에디션은 주로 외관 패키지이다. 내부 기능으로는 젯 블랙 가죽 트림 및 인조 스웨이드로 감싼 내부, 컴페티션 스포츠 시트, 인조 스웨이드로 감싼 스티어링 휠 및 시프터, 노란색 대비 스티칭, 탄소 섬유 내부 패키지, C7.R 리미티드 에디션 내부 명판(레이싱 우승 포함) 및 콜벳 레이싱 실 플레이트가 포함된다. 외관상 변경 사항으로는 노란색 스트라이프가 있는 검은색 Z06 휠, 노란색 브레이크 캘리퍼, 콜벳 레이싱 휠 센터 캡, 노출된 탄소 섬유, 스펙트라 그레이 그릴 및 통풍구, C7.R 그래픽, 탄소 세라믹 브레이크가 포함된 Z07 퍼포먼스 패키지가 포함된다. 이 패키지는 검은색 또는 콜벳 레이싱 옐로우 외장 색상으로 제공된다. 이 패키지에는 700001로 시작하는 자체 시퀀셜 VIN이 포함되었다. 500대만 생산되었다.

## 2017년형 모델

### 생산
2017년형 모델의 생산은 2016년 7월 11일에 시작되어 2017년 5월 29일에 종료되었으며, 2018년형 모델의 생산은 다음 주에 공식적으로 시작되었다.

### 모델 및 스페셜 에디션

#### 그랜드 스포츠 (Z15)
2016년 4월 제네바 모터쇼에서 C7의 수석 엔진니어인 태드지 주에흐터는 2017년형 모델의 새로운 그랜드 스포츠 모델을 소개했다. 그랜드 스포츠는 Z51 스팅레이와 Z06의 하이브리드 모델로, Z06의 넓은 차체(후드 제외)와 Z51 LT1 건식 섬프 엔진을 공유한다. 그랜드 스포츠의 특징은 다음과 같다:
- 미쉐린 파일럿 슈퍼 스포츠 서머 타이어: 285/30ZR19 (전면) 및 335/25ZR20 (후면)
- 독특한 그랜드 스포츠 휠 디자인: 19x10인치 (전면) 및 20x12인치 (후면)
- 브렘보 브레이크 시스템: 전면에 14 in (356 mm) 로터와 6피스톤 캘리퍼, 후면에 13.4 in (340 mm) 로터와 4피스톤 캘리퍼
- 자기유동식 서스펜션, 특정 스태빌라이저 바 및 독특한 스프링
- 전자식 리미티드 슬립 디퍼렌셜
- 460 hp (343 kW) 정격의 LT1 V8 엔진, 건식 섬프 오일링 시스템 및 액티브 배기
- 7단 수동변속기, 액티브 레브 매칭 기능 및 특정 성능 보정이 가능한 8단 패들 시프트 자동변속기 선택 가능

그랜드 스포츠 모델은 7단 수동변속기 또는 8단 자동변속기와 함께 컨버터블 또는 쿠페로 제공된다.
선택 사양인 Z07 패키지는 탄소 세라믹-매트릭스 브레이크와 미쉐린 파일럿 스포츠 2 컵 타이어를 추가한다. 선택 사양인 헤리티지 패키지에는 실내 브러시드 알루미늄 해시 마크와 그랜드 스포츠 로고가 있는 플로어 매트가 포함된다.

#### 그랜드 스포츠 콜렉터 에디션 (Z25)

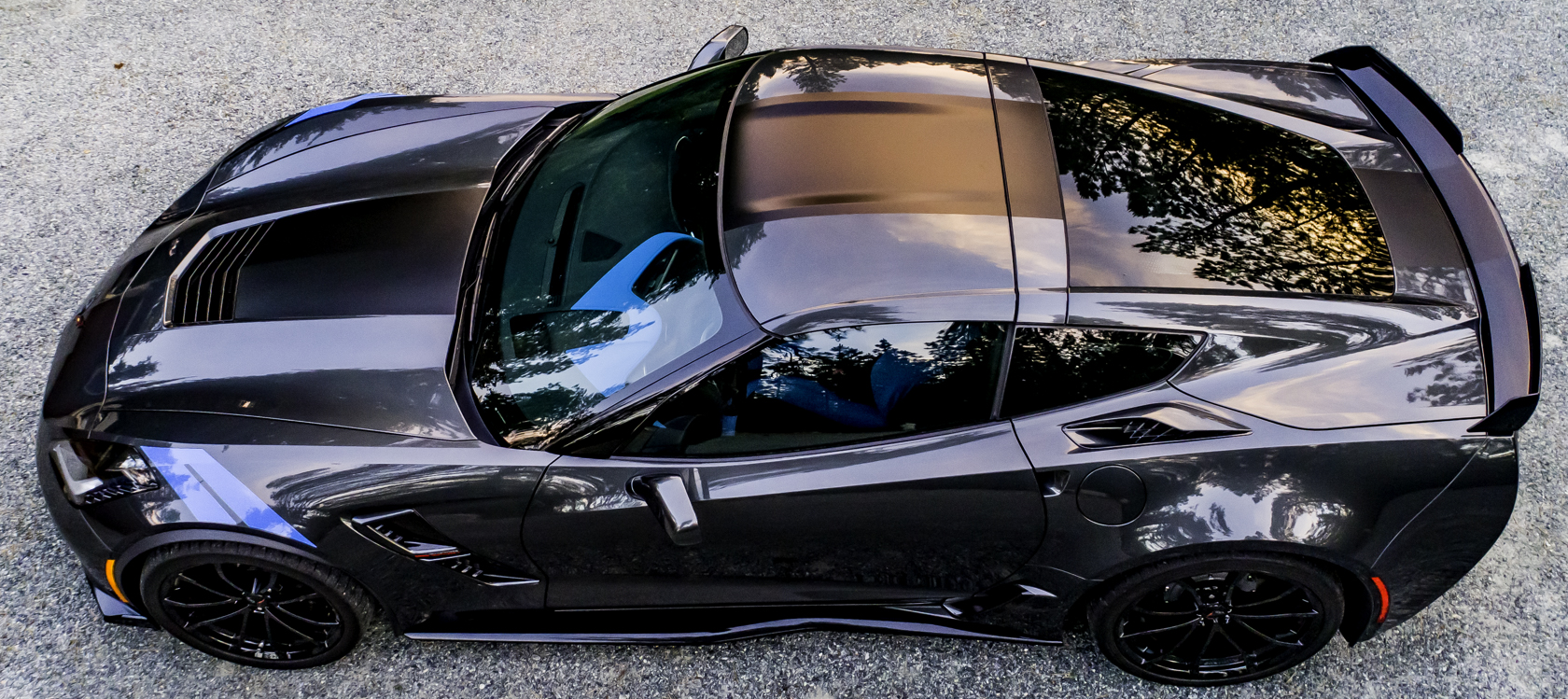
2017 쉐보레 콜벳 그랜드 스포츠 콜렉터 에디션 #43

그랜드 스포츠 출시의 일환으로 쉐보레는 그랜드 스포츠 컬렉터 에디션도 출시했는데, 이는 1,000대 한정 생산을 목표로 했으며, 그 중 850대가 미국 시장에 할당되었다. 쿠페 784대와 컨버터블 151대, 총 935대가 제작되었다. 컬렉터 에디션은 텐션 블루 펜더 해시마크, 헤드레스트에 그랜드 스포츠 로고가 양각된 투톤 텐션 블루 가죽 시트 표면, 블루 가죽 스티칭, 번호가 매겨진 대시 플라크 등 몇 가지 독특한 특징을 포함하는 외관 패키지였다.
그랜드 스포츠 콜렉터 에디션 레지스트리는 시리즈 차량의 특정 생산 구성 및 세부 정보를 수집했다.

## 2018년형 모델

### 생산
2018년형 모델의 생산은 2017년 6월 5일에 공식적으로 시작되었다. 생산은 7월 28일에 중단되었으며, 공장은 새로운 도장 시설 업그레이드와 2019년 ZR1 모델을 위한 새로운 조립 라인 추가를 위해 폐쇄되었다. 이 폐쇄로 인해 공장 투어는 18개월 동안 중단되었다. 공장은 2017년 11월 6일에 생산을 재개했다. 2018년형 모델은 2018년 1월 26일에 종료되었다.

### 모델 및 스페셜 에디션
스팅레이, 그랜드 스포츠, Z06 모델은 2018년형 모델로 계속 출시되었다.

#### 카본 65 에디션 (Z30)
콜벳 65주년을 기념하며 쉐보레는 2018년형 모델을 위해 카본 65 리미티드 에디션을 선보였다. 이 에디션은 전 세계적으로 650대 한정 생산되었으며, 세라믹 매트릭스 그레이 색상으로만 도색되었다. 그랜드 스포츠 3LT 및 Z06 3LZ 트림의 컨버터블(블루 탑만) 및 쿠페 바디 모두에서 선택 가능했다. 카본 65 에디션 옵션 패키지에는 독특한 펜더 스트라이프 및 도어 그래픽, 여름용 타이어에 기계 가공된 홈이 있는 검은색 휠, 파란색 브레이크 캘리퍼, 파란색 스티칭이 있는 젯 블랙 인조 스웨이드 실내, 다양한 독특한 배지가 포함되었다. 탄소 섬유 적용 부위는 노출된 지면 효과, 후드 섹션 및 루프(쿠페) 또는 토노 인서트(컨버터블), 스포일러, 스티어링 휠 림, 광택 실내 트림을 포함했다.

## 2019년형 모델
2019년은 7세대 콜벳의 마지막 모델 연도였다. 쉐보레는 2019년 6월 28일 코네티컷에서 열린 배럿-잭슨 자선 경매에서 마지막 C7 콜벳인 검은색 Z06 쿠페를 경매에 부쳤다. 실제 차량은 2019년 11월에 조립되었다.

### 드라이버스 시리즈
2019년 1월, 쉐보레는 콜벳 그랜드 스포츠의 특별판인 드라이버스 시리즈를 선보였다. 이 에디션은 콜벳 레이싱 팀의 드라이버인 토미 밀너, 올리버 개빈, 얀 매그너센, 안토니오 가르시아가 각각 선택한 4가지 페인트 스킴을 특징으로 한다. 토미 밀너가 선택한 리버리는 엘크하트 레이크 블루 외장, 실버 스트라이프와 레드 해시 마크, 차체 색상 미러, 레드 스트라이프가 있는 검은색 휠과 레드 브레이크 캘리퍼, 그리고 레드 안전벨트가 있는 젯 블랙 인조 스웨이드 내부를 포함한다. 올리버 개빈이 선택한 리버리는 섀도우 그레이 외장, 토치 레드 센터 스트라이프와 토치 레드 해시 마크, 카본 플래시 미러, 레드 스트라이프가 있는 검은색 휠, 레드 브레이크 캘리퍼, 그리고 레드 안전벨트가 있는 아드레날린 레드 내부를 포함한다. 얀 매그너센이 선택한 리버리는 아크틱 화이트 외장, 크리스탈 레드 스트라이프와 그레이 해시 마크, 차체 색상 미러, 레드 스트라이프가 있는 검은색 휠과 레드 브레이크 캘리퍼, 그리고 레드 안전벨트가 있는 젯 블랙 내부를 포함한다. 안토니오 가르시아가 선택한 리버리는 레이싱 옐로우 외장, "제이크" 스팅어 스트라이프, 레드 해시 마크, 카본 플래시 미러, 레드 스트라이프가 있는 검은색 휠과 레드 브레이크 캘리퍼, 그리고 젯 블랙 내부를 포함한다.
이 네 가지 특별 리버리는 모두 그랜드 스포츠에서 사용할 수 있었다. 차량에는 또한 각 드라이버를 기념하는 내부 명판과 기타 독특한 트림 디테일이 장착되었다. 드라이버스 시리즈 콜벳은 2019년 봄에 판매되었다.
총 95대의 2019년형 콜벳에 드라이버스 시리즈 패키지가 장착되었다. 이 중 14대는 안토니오 가르시아 리버리를, 21대는 토미 밀너 리버리를, 25대는 얀 매그너센 리버리를, 35대는 올리버 개빈 리버리를 가졌다.

### ZR1

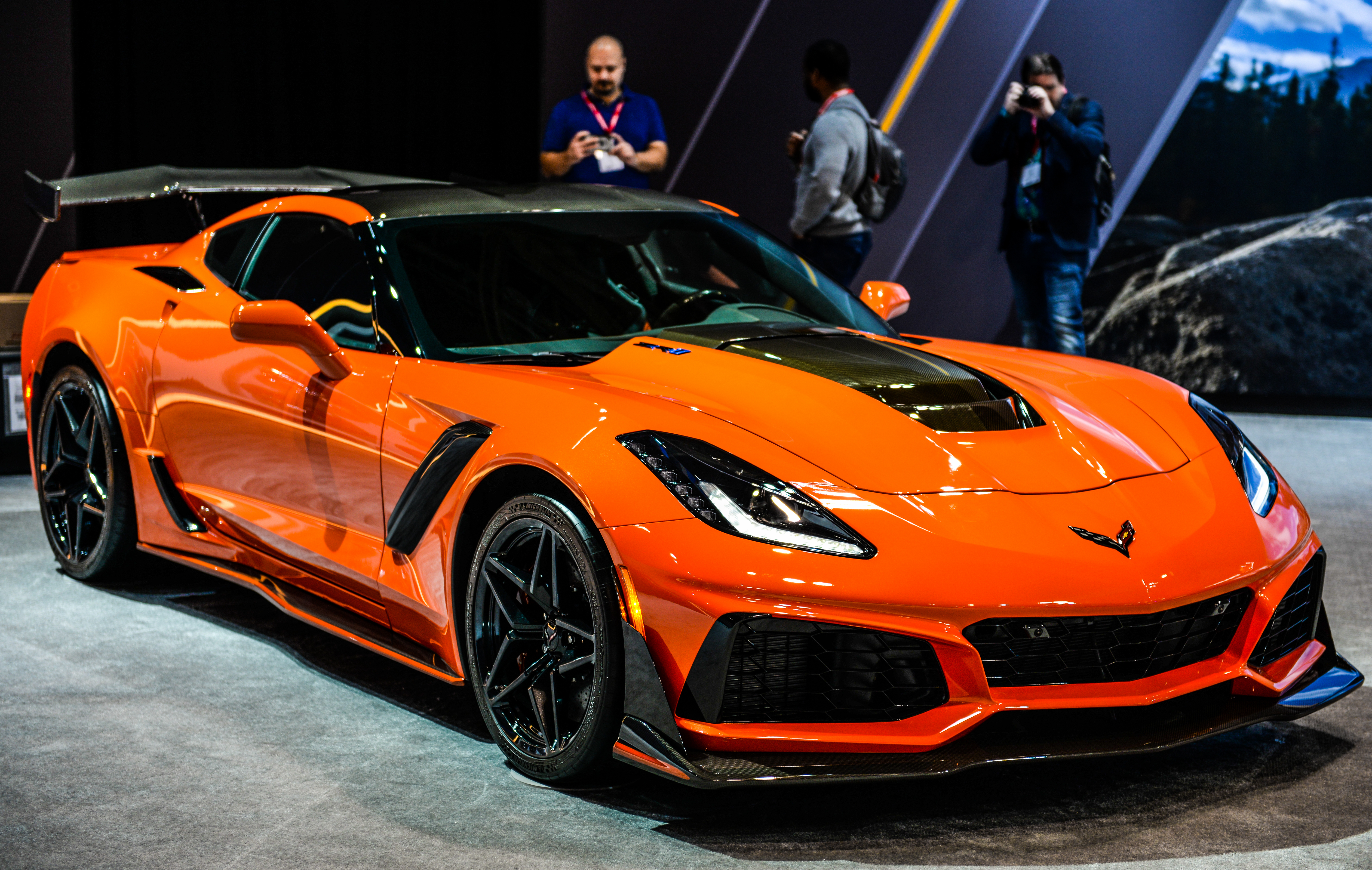
콜벳 ZR1 쿠페

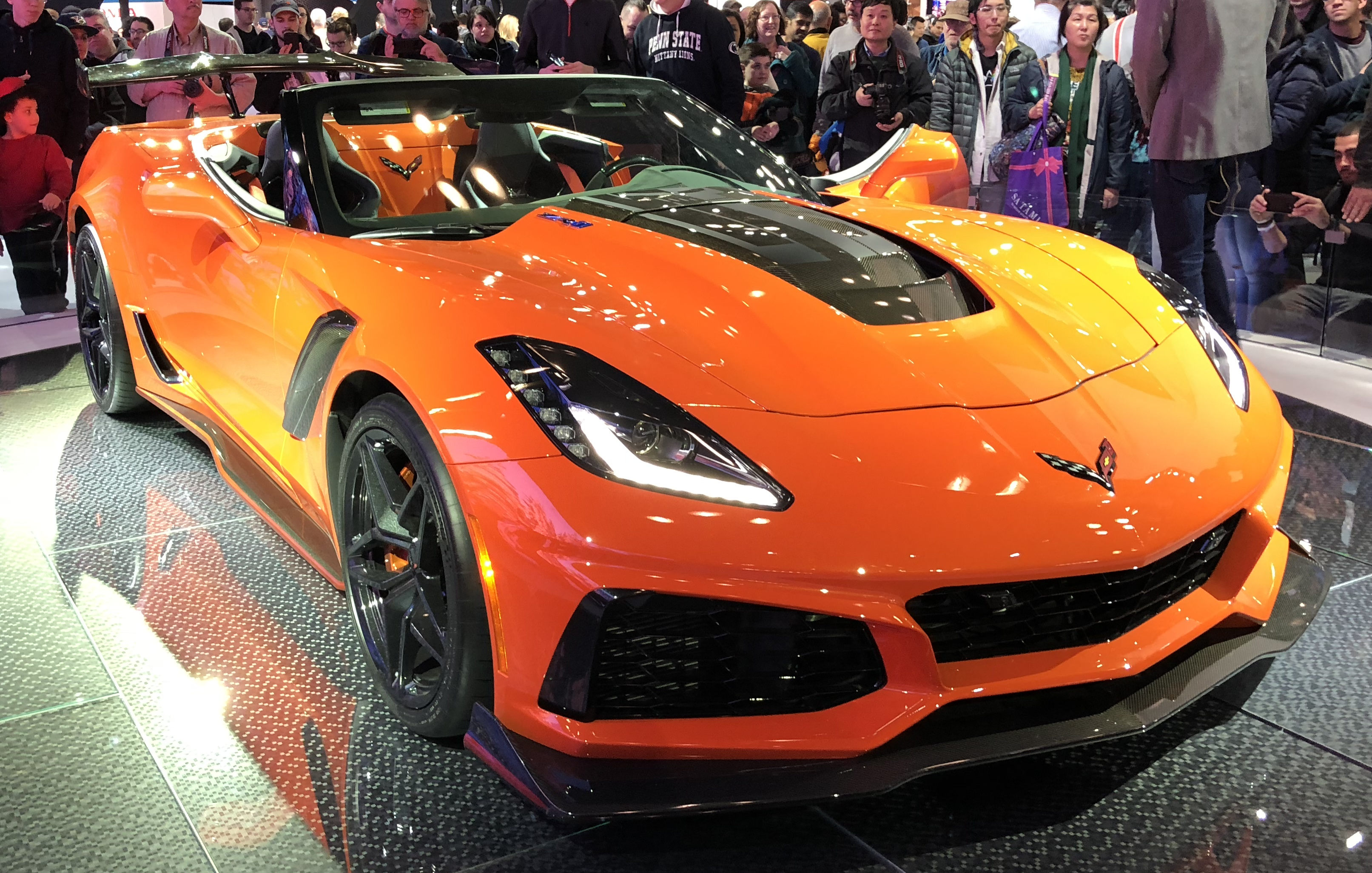
2018년 뉴욕 국제 오토쇼의 콜벳 ZR1 컨버터블

콜벳 C7 ZR1은 2019년형 모델로 2017년 두바이 모터쇼에서 공개되었다. ZR1은 Z06 플랫폼을 기반으로 크게 변경되었으며, Z06보다 52% 더 큰 2.6 L (0.6 imp gal; 0.7 US gal) 이튼 코퍼레이션 슈퍼차저와 새로운 연료 분사 시스템을 갖춘 완전히 새로운 6.2 L; 376.0 cu in (6,162 cc) 푸시로드 LT5 V8 엔진이 포함되었다. 새로운 엔진은 6,300rpm에서 755 hp (765 PS; 563 kW), 4,400rpm에서 715 lb·ft (969 N·m)의 토크를 발휘한다. ZR1에는 또한 전면 범퍼와 후드의 대형 통풍구, 더 커진 인터쿨러, 그리고 4개의 추가 라디에이터를 포함하는 개선된 엔진 냉각 시스템이 포함되어 총 13개의 라디에이터가 장착되었다.
ZR1의 에어로 패키지는 프랫 & 밀러의 콜벳 레이싱 팀과 풍동에서 협력하여 개발되었다. 여기에는 섀시에 직접 볼트로 고정된 대형 후면 윙, 전면 스플리터, 그리고 과도한 항력을 상쇄하기 위한 새로운 전면 차체 하부 스포일러가 포함된다. 다른 변경 사항으로는 액티브 배기 시스템과 업그레이드된 크랭크샤프트가 있으며, 이 모든 것이 낮은 후면 윙으로 차량을 최고 속도 214.88 mph (345.82 km/h)까지 가속하는 데 도움이 된다.
ZTK 퍼포먼스 패키지는 ZR1의 선택 사양 에어로 패키지이다. 이 패키지는 Z07 패키지를 장착한 Z06보다 60% 더 많은 다운포스를 생성하지만, 공기역학적 항력으로 인해 최고 속도를 감소시키는 더 높은 고정식 후면 윙을 추가한다. ZTK 패키지에는 탄소 섬유 전면 스플리터 엔드 캡도 추가된다. 높은 후면 윙과 전면 언더바디 스포일러의 조합으로 ZR1은 최고 속도에서 950 lb (430.9 kg)의 다운포스를 생성한다. ZTK 패키지는 또한 표준 미쉐린 슈퍼 스포츠 타이어 대신 미쉐린 파일럿 스포츠 컵 2 타이어를 장착하고, 더 나은 코너링을 위해 특정 섀시 및 마그네틱 라이드 컨트롤 설정을 제공한다.
탄소 섬유를 광범위하게 사용했음에도 불구하고, ZR1은 냉각 시스템에 추가된 유체로 인해 Z06보다 3,560 lb (1,614.8 kg) 더 무겁다. ZR1은 레브 매칭 기술이 적용된 7단 트레멕 TR-6070 수동변속기 또는 패들 시프터가 장착된 8단 GM 8L90 자동변속기와 함께 제공되며, 이는 Z06과 동일하다. ZR1은 탄소 세라믹 브레이크, 더블 위시본 식 서스펜션 시스템, 마그네틱 라이드 컨트롤 시스템이 기본으로 제공되며, 선택 사양으로 브레이크 캘리퍼 색상 및 휠을 선택할 수 있다. 실내는 나파 가죽 시트, 열선 시트, 탄소 섬유 림 스티어링 휠, 보스 사운드 시스템이 기본으로 제공되며, 다양한 성능 및 편의 옵션을 선택할 수 있다. ZR1은 2018년 2분기에 판매되었다.
ZR1의 컨버터블 버전은 2017년 LA 오토쇼에서 공개되었다. 성능 수치는 쿠페와 동일하지만, 컨버터블은 구조 보강 부품으로 인해 쿠페보다 60 lb (27 kg) 더 무겁다.

## 레이싱

### C7.R

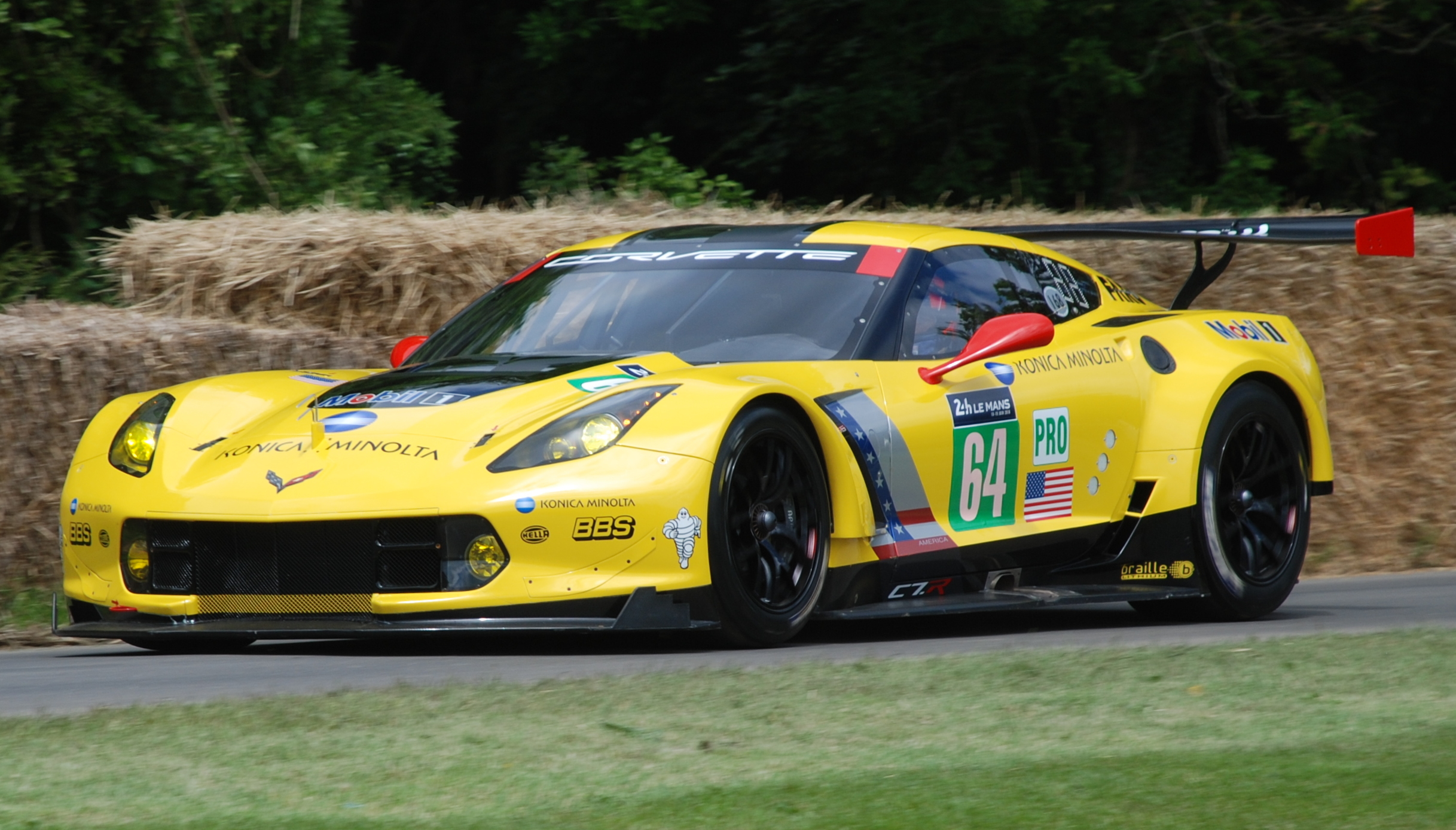
2016년 굿우드 페스티벌 오브 스피드의 콜벳 레이스 팀의 C7.R

2015년형 콜벳 Z06의 레이싱 버전인 C7.R은 2014년 북미 국제 오토쇼에서 공개되었다. Z06 대비 변경 사항으로는 향상된 냉각 및 공기역학적 다운포스(유사한 전면 스플리터, 로커 패널, 전면 및 후면 브레이크 냉각 덕트 포함), C7.R을 위해 특별히 개발된 491 hp (498 PS; 366 kW)의 출력을 내는 5.5리터 LS7.R 자연흡기 V8 엔진, 더 넓은 레이싱 타이어 및 더 큰 브레이크를 수용하기 위한 수정된 서스펜션 시스템, 브레이크 덕트 위의 각 후면 쿼터 패널의 공기 흡입구, 고정된 모터스포츠 후면 윙, 더 큰 라디에이터 흡입구가 포함된다.

### C7 GT3-R

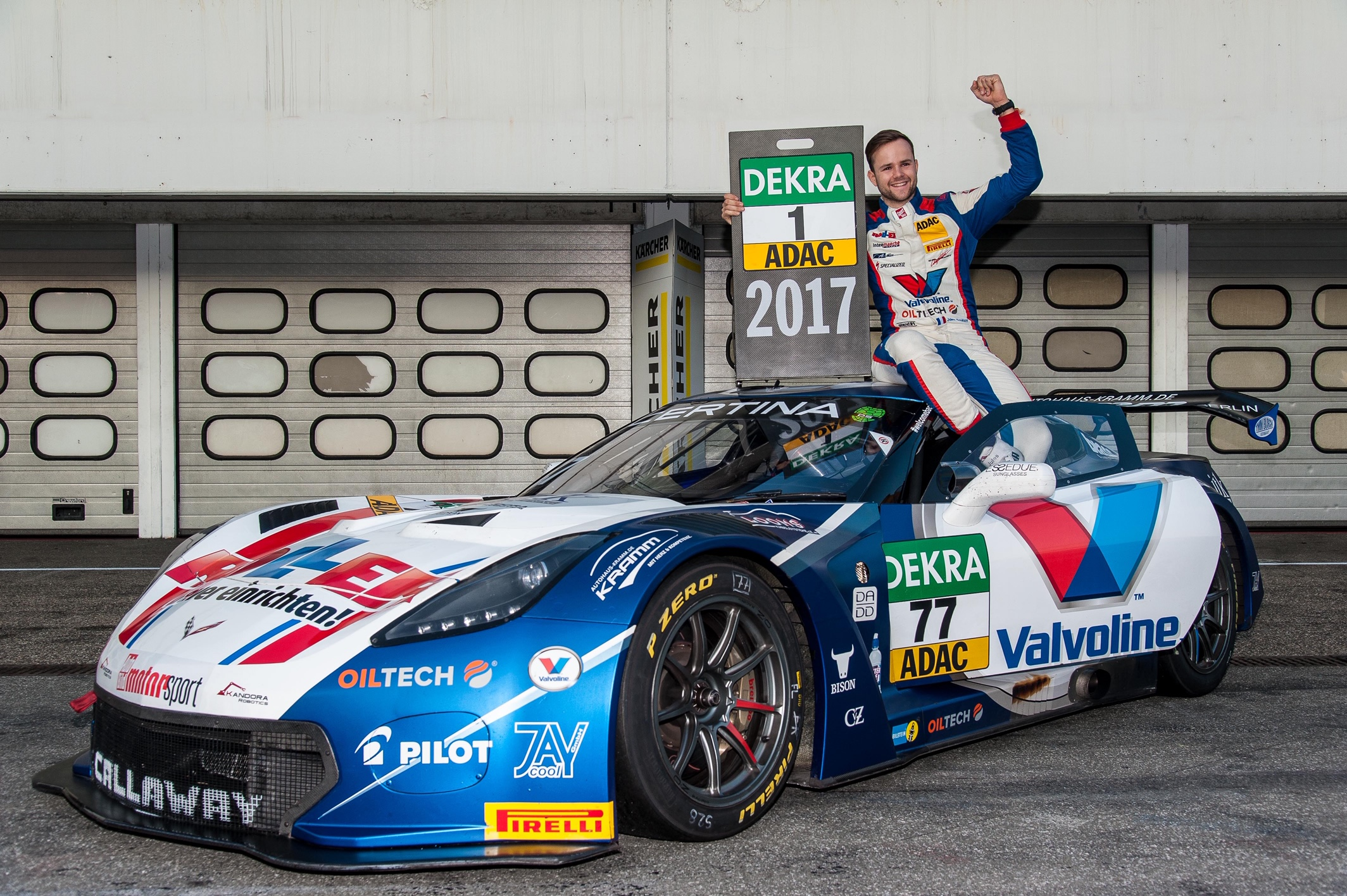
2017년 ADAC GT 마스터즈 호켄하임링에서 캘러웨이 컴페티션 레이스 팀의 C7 GT3-R

C7 GT3-R (때로는 C7 GT3/R로 표기되기도 함)은 GT3에 맞춰 2015년 10월 3일 호켄하임 서킷에서 열린 2015 ADAC GT 마스터즈 최종 라운드에서 캘러웨이 엔지니어링이 공개한 C7의 개조 모델이다. 이는 또한 프랫 & 밀러 이외의 회사에서 공장 지원 콜벳이 제작된 첫 사례이기도 했다. 이 차량은 네덜란드 회사 APP 레이싱 엔진의 6.2 L 쉐보레 기반 V8 엔진을 사용하며, 공기 제한 장치에 따라 550–600 hp (558–608 PS; 410–447 kW)의 출력과 640–680 N·m (472–502 lb·ft)의 토크를 생산하고, X-Trac 6단 기어박스와 결합된다.

## 수상
- "올해의 자동차 2014" - 오토모빌 매거진[66]
- "올해의 퍼포먼스 카 2013" - 로드 & 트랙[67]
- 최종 후보 - 모터트렌드 올해의 차
- 카 앤 드라이버'의 10베스트 목록 (2014, 2015, 2017, 2018, 2019년).[68]

## 생산 총계
| 모델 연도   | 스팅레이 | 스팅레이 | 그랜드 스포츠 | 그랜드 스포츠 | Z06    | Z06      | ZR1   | ZR1      | 총계    | 총계 대비 % |
| 모델 연도   | 쿠페     | 컨버터블 | 쿠페          | 컨버터블      | 쿠페   | 컨버터블 | 쿠페  | 컨버터블 | 총계    | 총계 대비 % |
| ----------- | -------- | -------- | ------------- | ------------- | ------ | -------- | ----- | -------- | ------- | ----------- |
| 2014        | 26,565   | 10,723   |               |               |        |          |       |          | 37,288  | 19.7%       |
| 2015년      | 20,757   | 4,830    |               |               | 6,980  | 1,673    |       |          | 34,240  | 18.1%       |
| 2016년      | 21,387   | 5,027    |               |               | 11,543 | 2,732    |       |          | 40,689  | 21.5%       |
| 2017년      | 11,253   | 2,298    | 9,912         | 2,046         | 6,197  | 1,076    |       |          | 32,782  | 17.3%       |
| 2018년      | 3,068    | 735      | 2,569         | 512           | 2,353  | 449      |       |          | 9,686   | 5.1%        |
| 2019년      | 11,499   | 2,192    | 9,496         | 1,745         | 5,965  | 972      | 2,441 | 512      | 34,822  | 18.4%       |
| 총계        | 94,529   | 25,805   | 21,977        | 4,303         | 33,038 | 6,902    | 2,441 | 512      | 189,507 |             |
| 총 쿠페     | 94,529   |          | 21,977        |               | 33,038 |          | 2,441 |          | 151,985 | 80.2%       |
| 총 컨버터블 |          | 25,805   |               | 4,303         |        | 6,902    |       | 512      | 37,522  | 19.8%       |
| 총계 대비 % | 63.5%    | 63.5%    | 13.9%         | 13.9%         | 21.1%  | 21.1%    | 1.6%  | 1.6%     |         |             |